# Trichostomum mauiense
Trichostomum mauiense är en bladmossart som först beskrevs av C. Müller, och fick sitt nu gällande namn av Brotherus 1902. Trichostomum mauiense ingår i släktet lansettmossor, och familjen Pottiaceae. Inga underarter finns listade i Catalogue of Life.